# 데버러 보이트
데보라 보이트(영어: Deborah Voigt, 1960년 8월 4일 ~ )는 미국의 소프라노 가수이다.